# The Arctic Five
The Arctic Five (även kallat Arctic five, Arctic5 eller A5) är samarbetsorganisation mellan de fem universiteten i Finland (Lapplands universitet och Uleåborgs universitet), Norge (Universitetet i Tromsö) och Sverige (Luleå tekniska universitet och Umeå universitet) med syfte att främja och dela kunskap, utbildning och innovationer för utvecklingen av ett hållbart Arktis.
Förutom att stimulera tvärvetenskaplig forskning och utbildning, strävar de efter att samordna och dela sin forskningsinfrastruktur och gemensamt utveckla avancerade innovationssystem för att stödja affärsutveckling. Tät dialog med nationella och regionala myndigheter, lokala myndigheter och urbefolkningar, liksom en ambition att utmärka sig vid uppsökande åtgärder, är andra hörnstenar i deras samarbete.
Syfte är att använda gränsöverskridande samarbete som ett verktyg för att uppnå banbrytande forskning som inte bara gagnar den arktiska regionen, utan alla de som på olika sätt påverkas av förändringar i Arktis.
The Arctic Five har sex nyckelområden: gruvdrift, förnybar energi, hälsa och välbefinnande, utbildning, regional utveckling och frågor som rör Sápmi / ursprungsbefolkning.

## Historia
2016 påbörjades samarbetet med ett avtal om en ”Joint Arctic Agenda” mellan de fyra universiteten utom Umeå Universitet, som tillkom 2017. På plats vid ceremonin i Uleåborg fanns bland annat Norges kung Harald och drottning Sonja, liksom rektorerna för de fyra berörda universiteten. Joint Arctic Agenda-samarbetet omfattade utbildning, forskning och innovationer samt anordnande av konferenser, workshops och liknande.

## Utbildning
The Arctic Five erbjuder utbildning såsom Inkluderande utbildning i en arktisk kontext och Doktorandskolan Hållbar stadsutveckling i områden för resursutvinning områden: Arktisfallet.

## Styrning
Rollerna i the Arctic Five roterar mellan universiteten och styrs av Rektorsrådet genom det Verkställande rådet. Rektorsrådet och Verkställande rådet har en representant från varje universitet under en tvåårsperiod. Samordningen av samarbetet hanteras av föreståndaren för Arctic Five med stöd från biträdande föreståndare. Nykelområden bestäms av rektorrådet, och studentdeltagande organiseras genom Studentrådet.
2021 ligger sekretariatet i Rovaniemi hos den seniora experten vid Lapplands universitet, Harri Malinen. Han har stöd av den biträdande föreståndaren Dag Avango, professor i historia vid Luleå Universitet. Som en del av sekretariatet finne ett kommunikationsstöd som ligger vid Arktiskt centrum vid Umeå Universitet (Arcum) hos Anngelica Kristoferqvist.